# Jannes Wiesner
Jannes Wiesner (* 18. Juli 2003) ist ein deutscher Volleyballspieler.

## Karriere
Wiesner begann seine Karriere beim Berliner TSC. Von 2021 bis 2023 spielte er mit der Nachwuchsmannschaft VC Olympia Berlin abwechselnd in der ersten Bundesliga und der Zweiten Liga Nord. In der Saison 2023/24 war der Außenangreifer beim Bundesligisten Netzhoppers Königs Wusterhausen aktiv. Die Mannschaft schied im DVV-Pokal-Achtelfinale aus und wurde in der Bundesliga Letzter. Nach der Saison wechselte Wiesner zum Ligakonkurrenten WWK Volleys Herrsching.